# Saint-Jean-d'Août
Saint-Jean-d'Août (Sent Joan d'Agost en gascon) est un quartier de la commune de Mont-de-Marsan, dans le département français des Landes.

## Présentation
Le quartier de Saint-Jean-d'Août occupe la partie nord-ouest de la commune, sur la rive droite de la Douze. Son nom vient de l'ancienne paroisse de Saint-Jean-d'Août, ainsi nommée d'après la chapelle qui s'y trouvait, vouée à la décollation de Jean Baptiste (saint Jean), célébrée le 29 août dans le catholicisme. Une fête patronale vouée à Jean-Baptiste est célébrée chaque année à cette date dans ce quartier en particulier, en plus des fêtes de la Madeleine, organisées chaque année en juillet partout en ville.

### Historique

#### Moyen Âge
La paroisse de Saint-Jean-d'Août est citée en 1274 sous le nom de Sanctem Johanem d'Ous dans les Recogniciones feodorum in Aquitania (n°75), mais elle s'est vraisemblablement constituée beaucoup plus tôt. Au XIVe siècle, le pouillé de la province d'Auch évoque des revenus « in parrochia Sancti Joannis d'Oust » (dans la paroisse de Saint-Jean-d'Août). Le peuplement s'agglomère principalement autour de la porte de Campet, qui donne accès au Bourg-Neuf de Mont-de-Marsan par l'ouest, la chapelle primitive plus à l'écart vers l'ouest ne cristallisant pas quant à elle un habitat groupé autour d'elle.

#### XVIIIesiècle
La paroisse devient la commune de Saint-Jean-d'Août à la Révolution française par application du décret du 12 novembre 1789. Le cimetière du Centre de Mont-de-Marsan y est aménagé à partir de 1794. De nombreuses personnalités de la ville y sont inhumées. La commune perd une partie de son territoire autour de la porte de Campet au profit de Mont-de-Marsan par arrêté du 23 octobre 1800.

#### XIXesiècle
La commune de Saint-Jean-d'Août figure sur le cadastre napoléonien de 1811.
De 1810 à 1814, les travaux de construction de la rotonde de la Vignotte y sont réalisés, sur ce qui est alors un petit terrain de sable sur la rive droite de la Midouze. Le pharmacien et chimiste Étienne Dive loue ladite rotonde à partir de 1822 pour y installer son laboratoire de distillation de matières résineuses. Une tannerie, située proche de l'actuelle place Raymond-Poincaré en bordure de la Douze, figure sur le cadastre napoléonien de 1811. Le boulevard Ferdinand-de-Candau (nom attribué en 1902) est tracé en 1818. En 1855, des habitants du quartier de la rive opposée se plaignent des odeurs quand soufflent les vents d'ouest. Elle reste en activité jusqu'au début du XXe siècle, avant d'être remplacée, après la Première Guerre mondiale, par la conserverie Leymarie (fondée en 1890 à Hagetmau), qui y reste jusqu'à la fin du XXe siècle.
Le 10 mai 1831, la commune perd de nouveaux secteurs qui sont absorbés par Mont-de-Marsan, dont le statut de chef-lieu de département impose d'atteindre une taille critique en surface et en nombre d'habitants. Par l'ordonnance royale du 18 mai 1837, elle fusionne avec la commune limitrophe de Nonères pour donner naissance à la nouvelle commune de Saint-Jean-d'Août-et-Nonères. Le lavoir de la Tannerie (également appelé lavoir de la Fontaine de la Porte Campet), situé en contrebas de la place Raymond-Poincaré, est construit en 1845 au bord de la Douze avec des pierres provenant de la carrière d'Uchacq-et-Parentis. Des travaux de rénovation et d'amélioration sont réalisés en 1868. En 1950, il est recouvert d'une dalle de béton qui lui donne l'aspect qu'il a toujours aujourd'hui.
Saint-Jean-d'Août-et-Nonères fusionne à son tour le 13 juin 1866 avec Mont-de-Marsan, qui absorbe également la commune de Saint-Médard-de-Beausse et une partie de Saint-Pierre-du-Mont. L'église Saint-Jean-d'Août est érigée cette même année, à l'emplacement de la chapelle primitive. En 1869, le pont du Commerce est inauguré. Il relie le quartier de Saint-Jean-d'Août à la place du Commerce (actuelle place Joseph-Pancaut). Il remplace un pont en bois primitif construit en 1832.
Saint-Jean-d'Août est traditionnellement peuplé d'artisans, de marins, de bateliers et de bouviers travaillant au port de Mont-de-Marsan. Au cours des XIXe et XXe siècles, il devient le principal secteur industriel de la ville et accueille à ce titre une importante concentration de main d'œuvre polonaise, ce qui lui vaut un temps le surnom de « La Pologne ». Une stèle en mémoire des Polonais morts en exil dans les Landes entre 1831 et 1913 est érigée au cimetière du Centre. Les principales industries implantées sur site concernaient la transformation de la résine et du bois de pin des Landes, des conserveries, tanneries, tuileries, sablières, etc.
En 1860, le marquis de Cornulier  achète les terrains qui dépendent de la rotonde de la Vignotte et y implante une scierie, des moulins à huile de lin et de colza, un haut-fourneau et une forge, créant ainsi une petite zone d'activité.
Jean Ménaut et Joseph Daubagna sont condamnés le 7 novembre 1894 par la cour d'Assise des Landes pour assassinat et sont guillotinés en public sur la place de la Tannerie le 3 janvier 1895 par les bourreaux Deibler père et fils. L'opération est placée sous la surveillance d'un détachement du 34e régiment d'infanterie stationné à la caserne Bosquet.
Le Syndicat des fêtes de Saint-Jean-d'Août est créé en 1896. Il est chargé de l'organisation de la fête du quartier qui a lieu chaque année entre fin août et début septembre. Le 6 et 7 septembre 1896 sont inaugurées les arènes du quartier de Saint-Jean-d'Août, montées temporairement sur la place Raymond-Poincaré, en complément des arènes du Plumaçon.

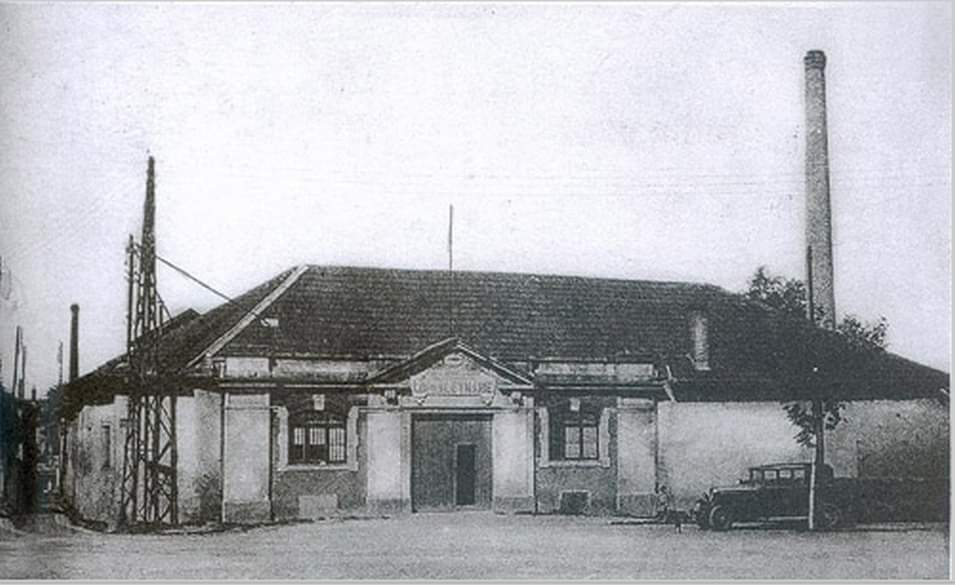
Conserverie fondée par Léopold Leymarie, place de la Tannerie.
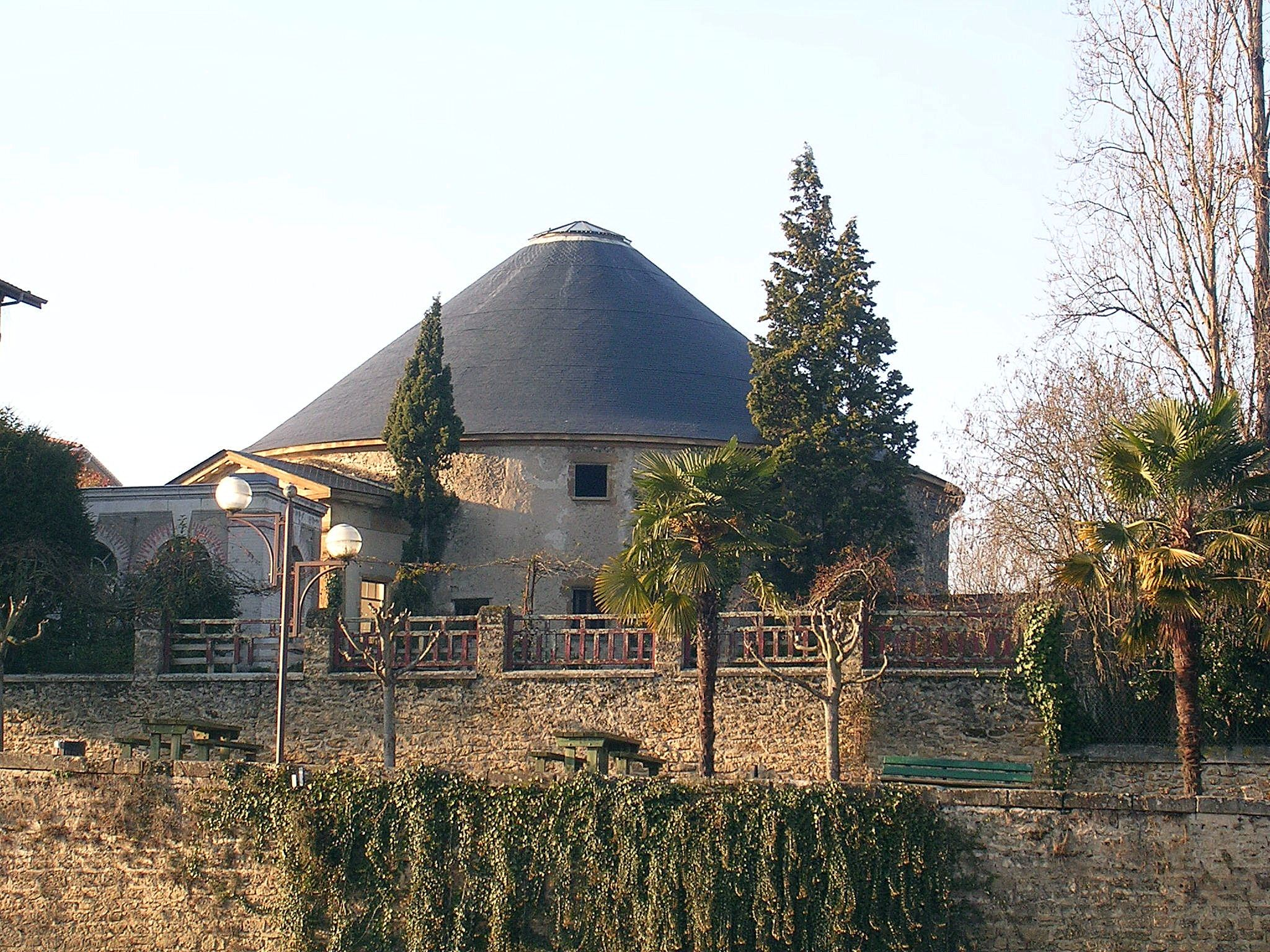
Rotonde de la Vignotte (1812).
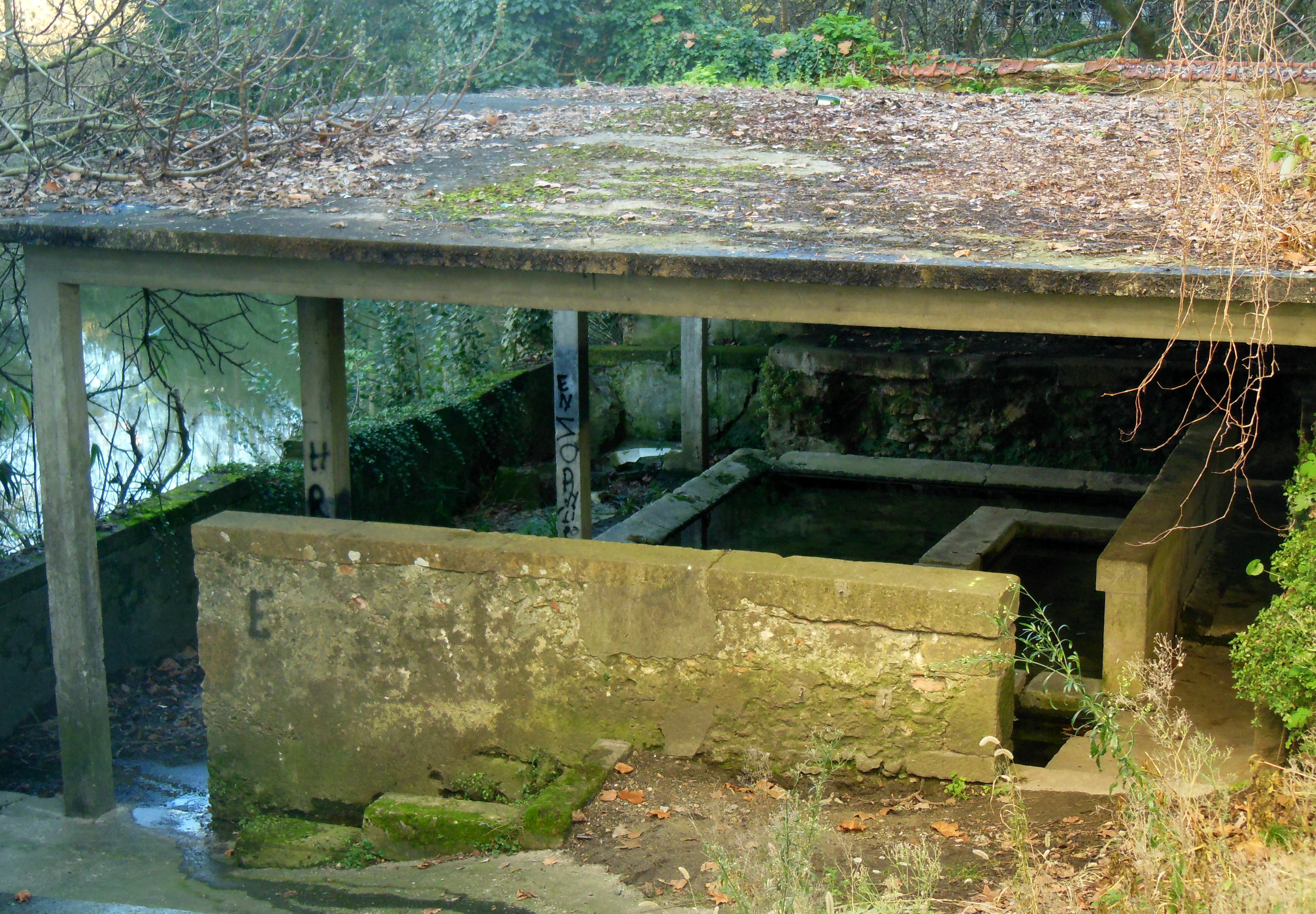
Le lavoir de la Tannerie (1845).
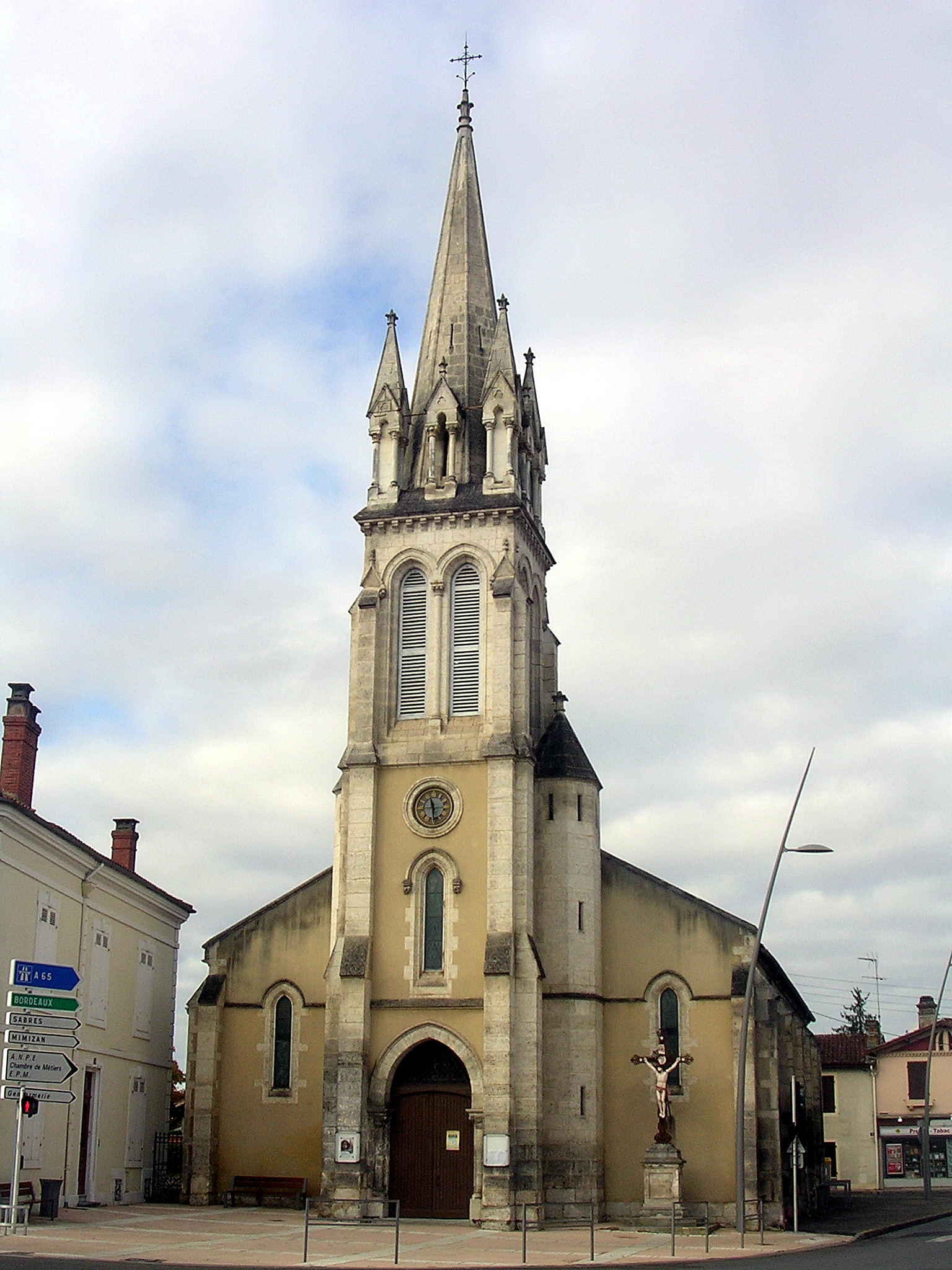
Église de Saint-Jean-d'Août (1866).
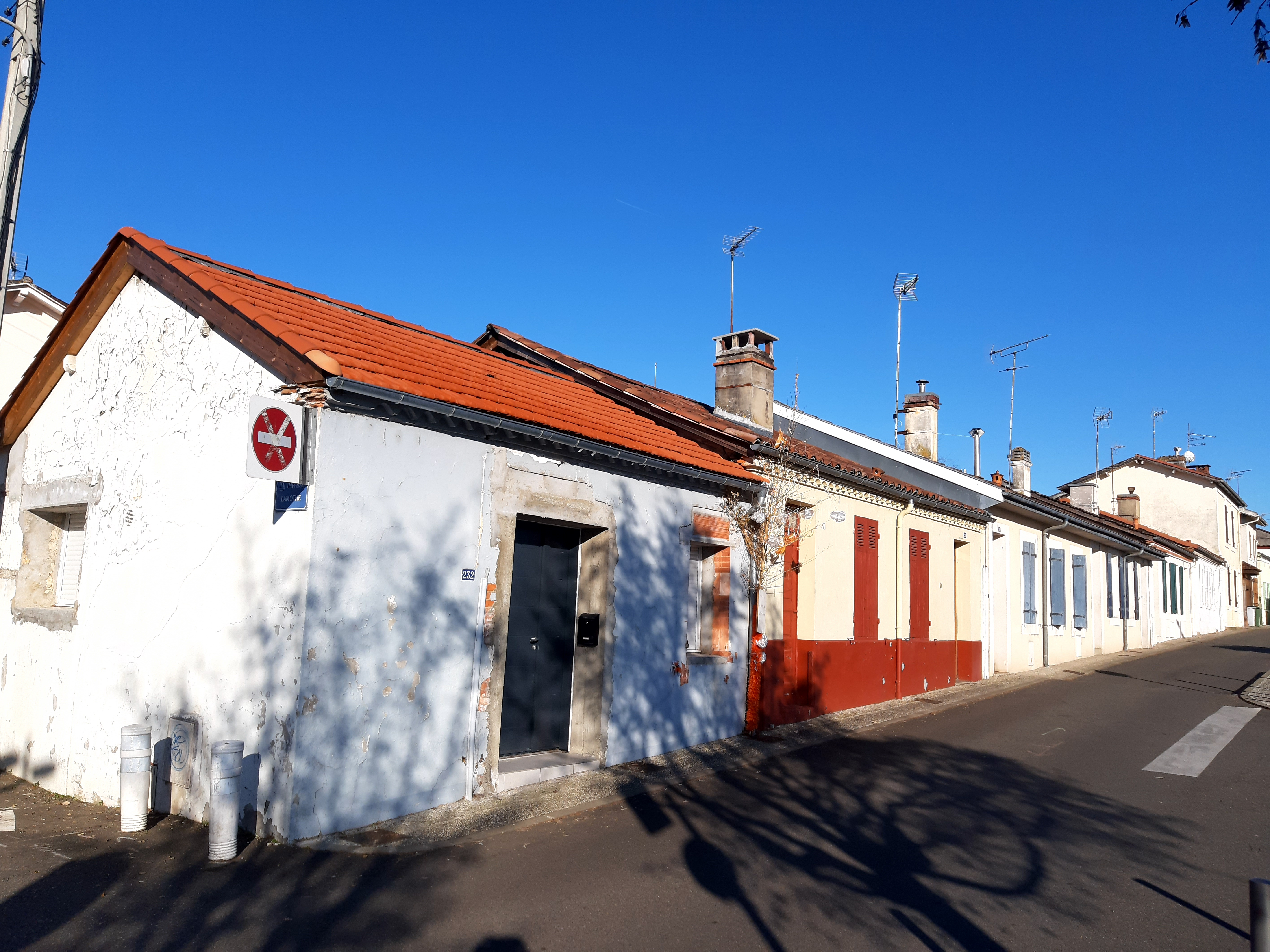
Maisons ouvrières à Saint-Jean-d'Août, rue Sarraute.
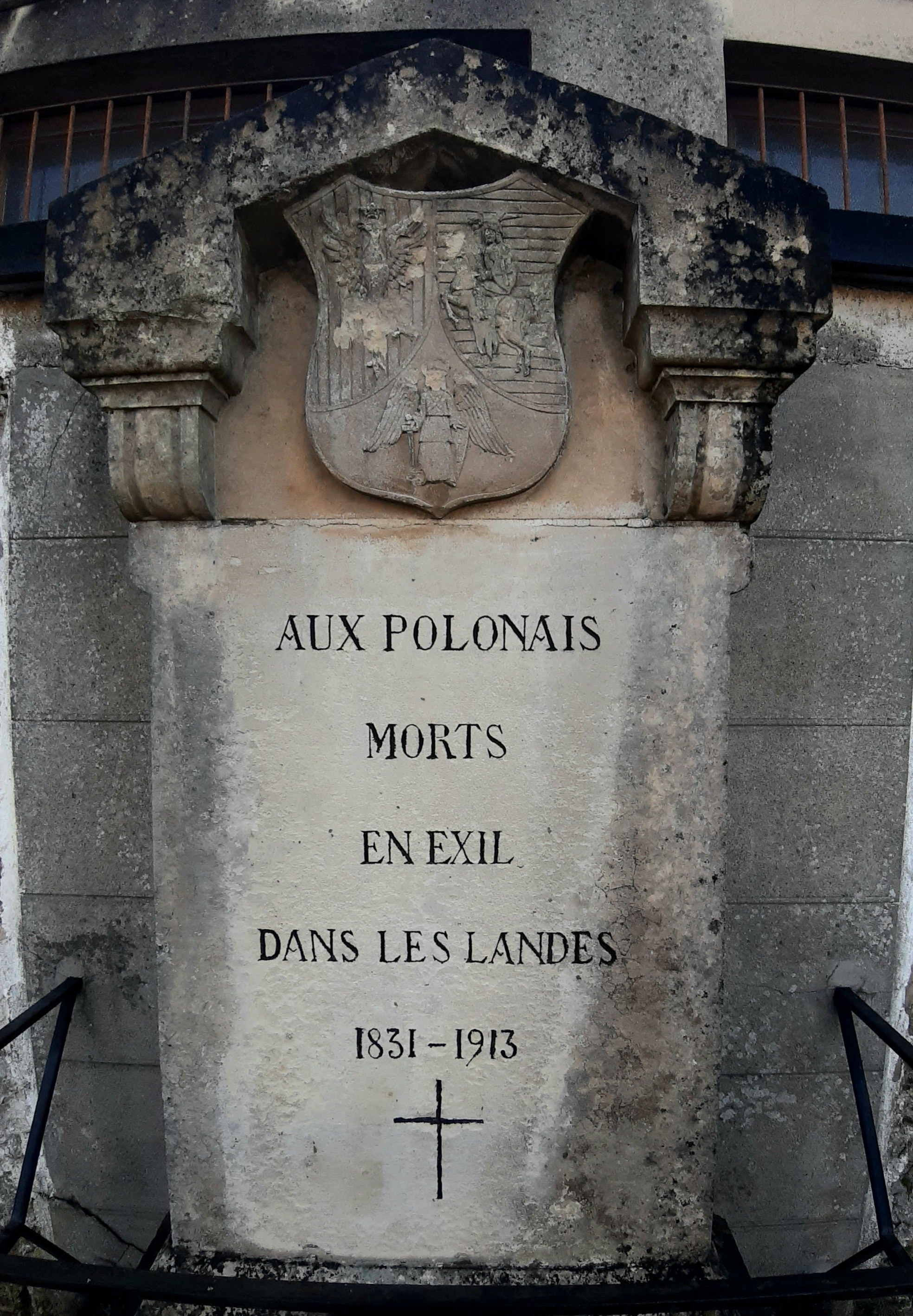
Stèle aux Polonais morts en exil dans les Landes (1831-1913).
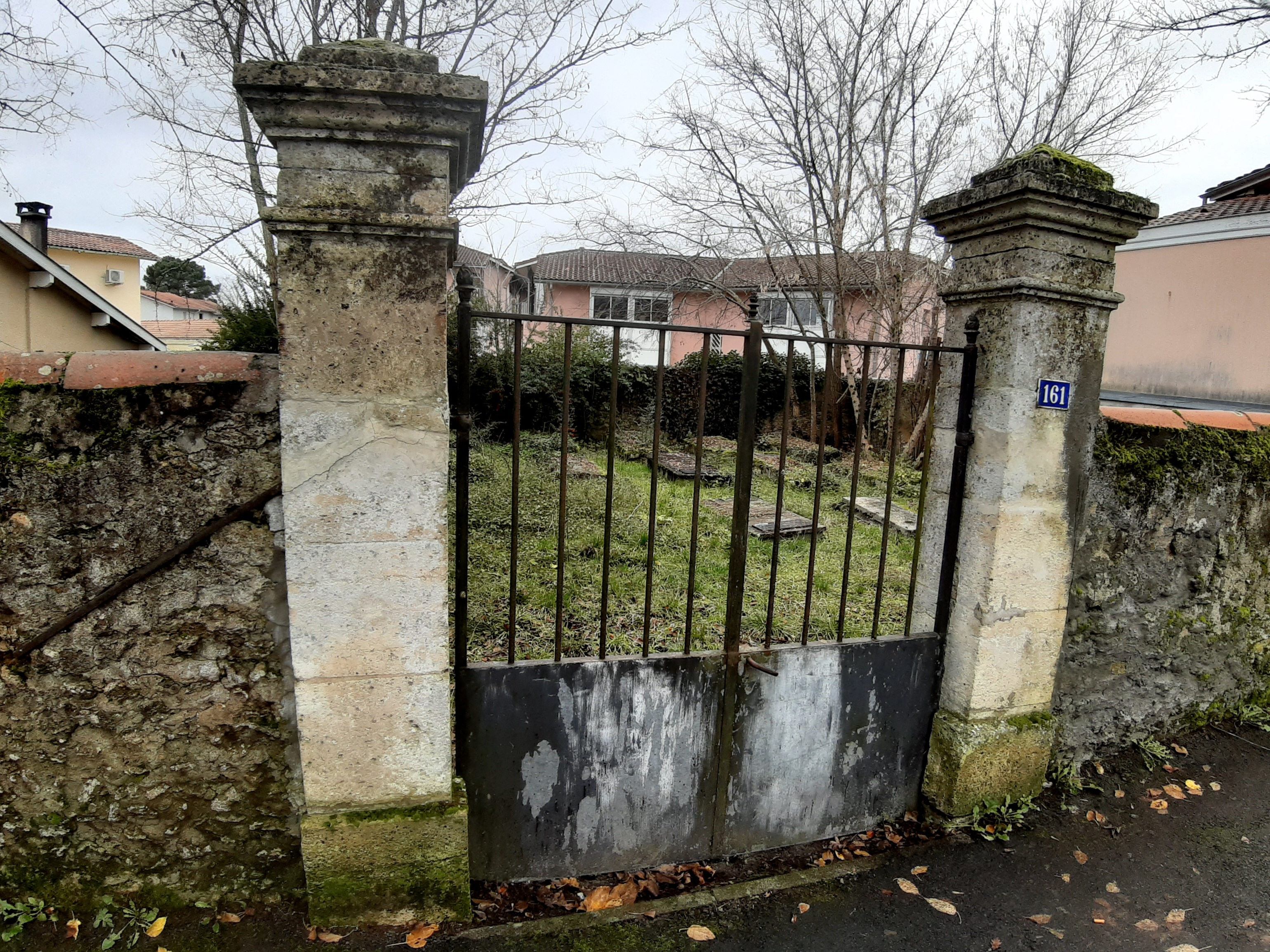
Cimetière familial israélite privé. Il comporte seize tombes, la première datant de 1870 et la dernière, de 1991.
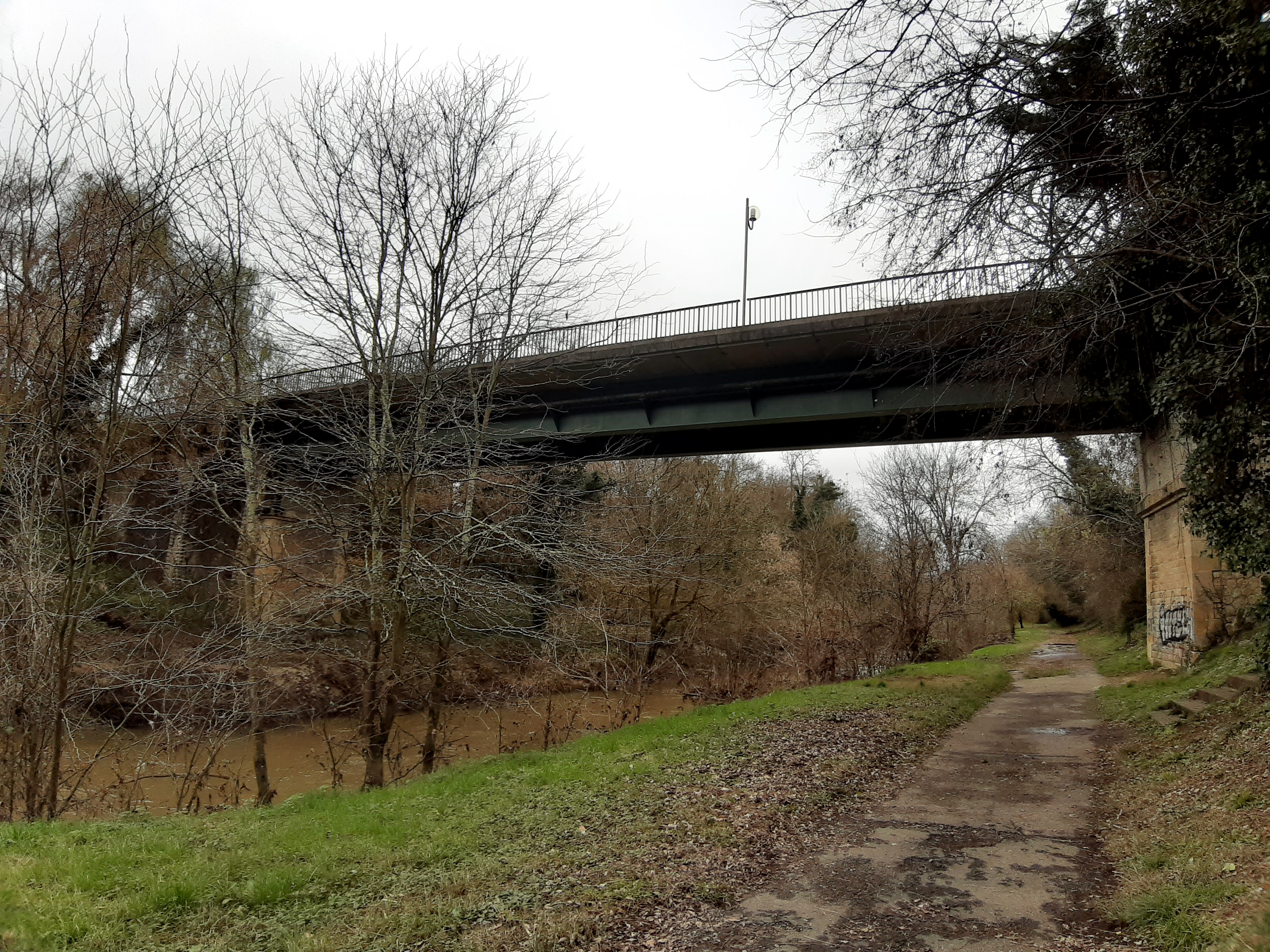
Section du chemin de halage à Saint-Jean-d'Août sur la rive droite de la Midouze, à hauteur du pont du Manot (ouvrage d'art primitivement édifié pour le chemin de fer de Luxey à Mont-de-Marsan).

#### XXesiècle
Le 12 juin 1906 est mis en service le chemin de fer de Luxey à Mont-de-Marsan, exploité par la Société anonyme du chemin de fer d'intérêt local de Luxey à Mont-de-Marsan. Partant de la gare de Mont-de-Marsan, elle dessert les gares de Saint-Jean-d'Août 2 km plus loin, Uchacq-et-Parentis, Cère, Brocas, Labrit et Le Sen. Le trafic voyageurs cessera en 1950 et celui des marchandises en 1959.
En 1907, l'industriel Jean-Gabriel Lapelle-Lateulère achète le terrain où se situait précédemment la scierie Bernos, détruite par un incendie le 8 septembre 1901. En 1912, il y fait construire sa résidence principale, la villa Mirasol. En 1932, la municipalité crée un terrain d'aviation d'une superficie d'environ 100 hectares. Il est inauguré le 17 juin 1934 et baptisé aérodrome Henri Farbos, du nom d'un des fondateurs de l'aéro-club des Landes en 1928. Ce terrain préfigure la Base aérienne 118, créée en 1945, dont la partie ouest est située à Saint-Jean-d'Août.
Le groupe scolaire de Saint-Jean-d'Août est construit en 1936. Au début de l'Occupation de la ville le 27 juin 1940, il est réquisitionné, comme d'autres établissements scolaires (école normale de Mont-de-Marsan, lycée Victor-Duruy, ancien pensionnat de jeunes filles de la rue Général-Lasserre) et sert de cantonnement aux soldats allemands. Les derniers d'entre eux quittent les lieux dans la nuit du 20 août 1944, au moment de la libération de Mont-de-Marsan.

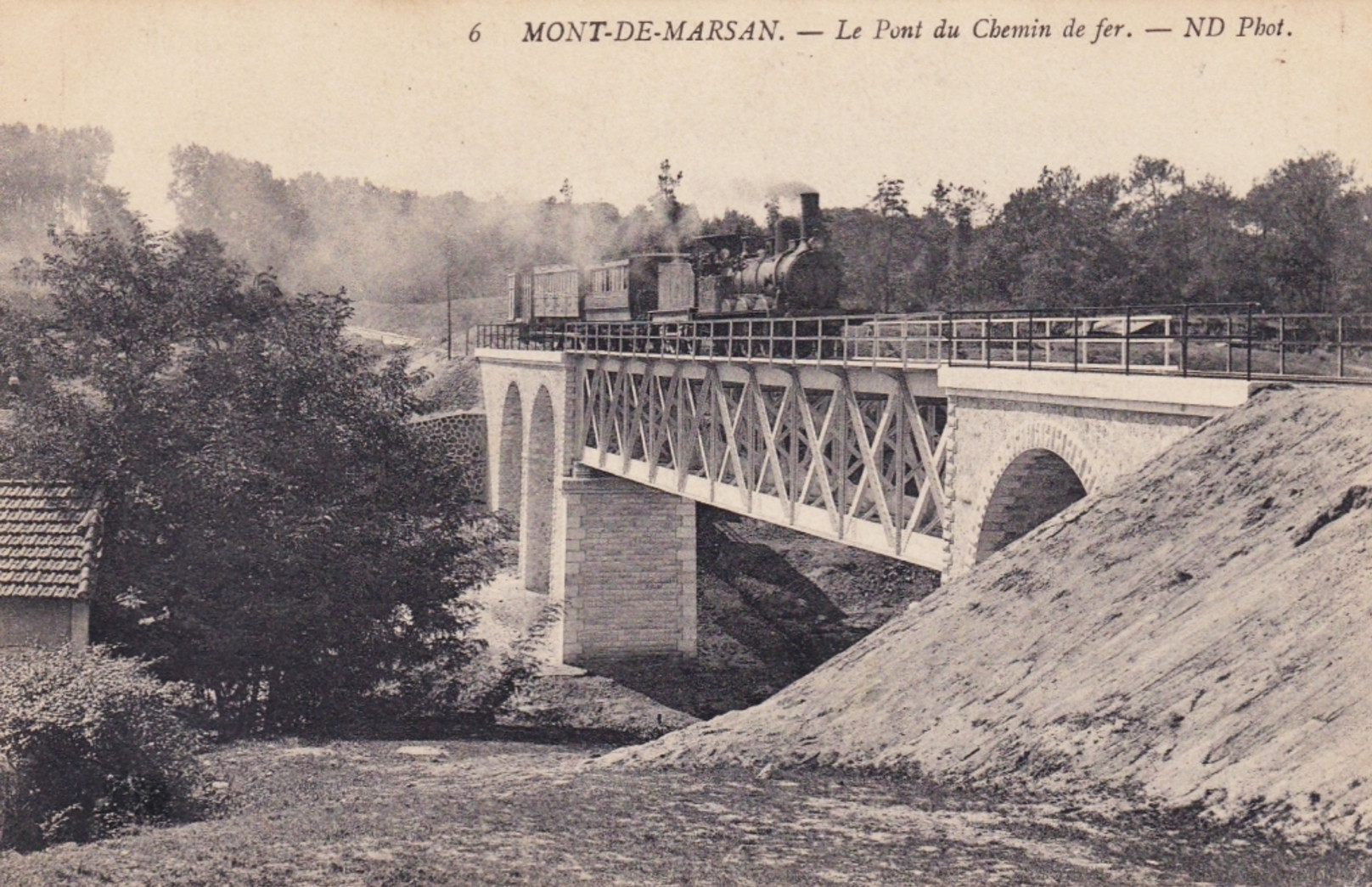
Ancien pont ferroviaire (actuel pont routier du Manot) sur la Midouze entre la gare de Mont-de-Marsan et celle de Saint-Jean-d'Août
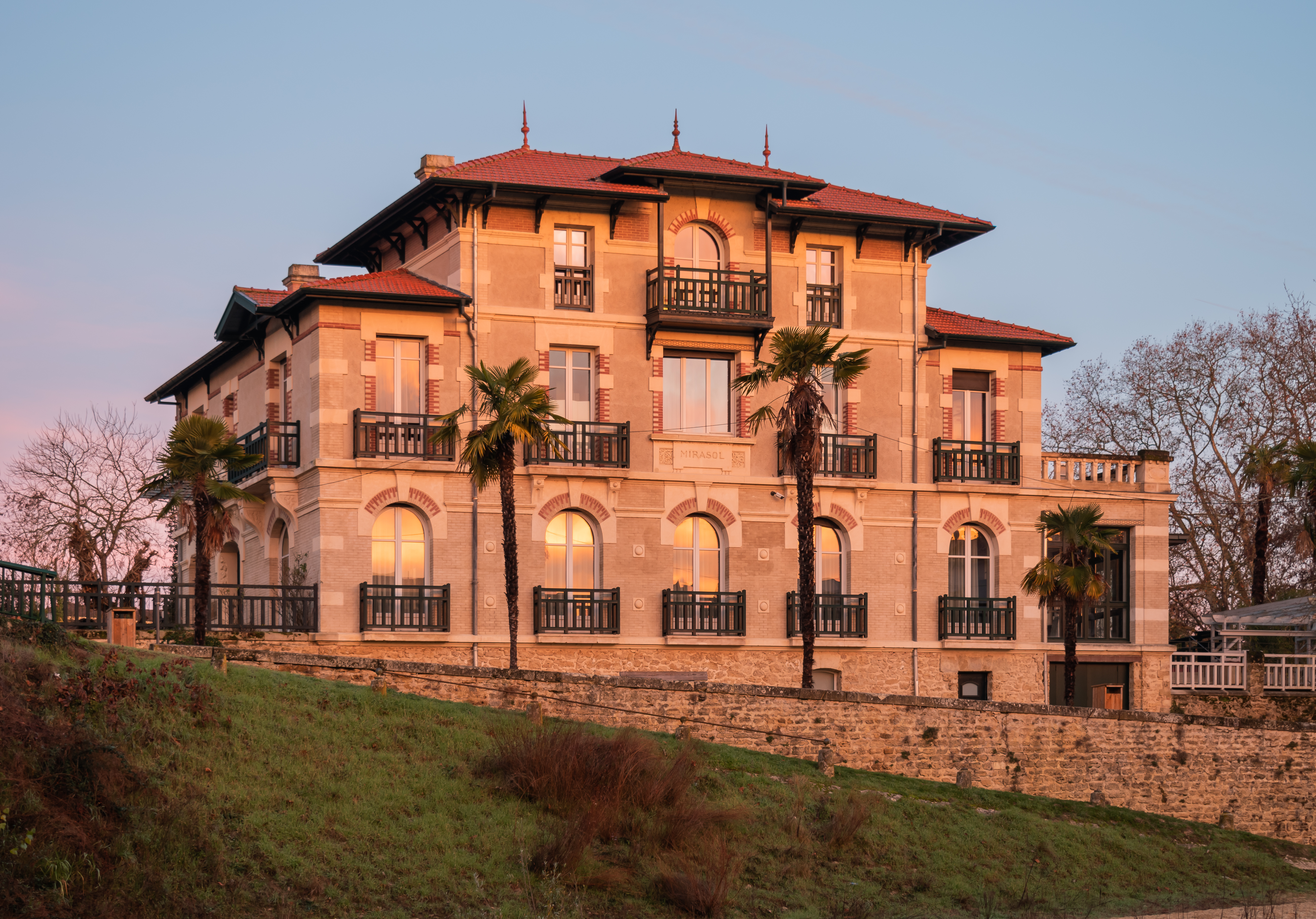
Villa Mirasol (1912), demeure bourgeoise située au n°2 boulevard Ferdinand-de-Candau, transformée en hôtel-restaurant en 2015
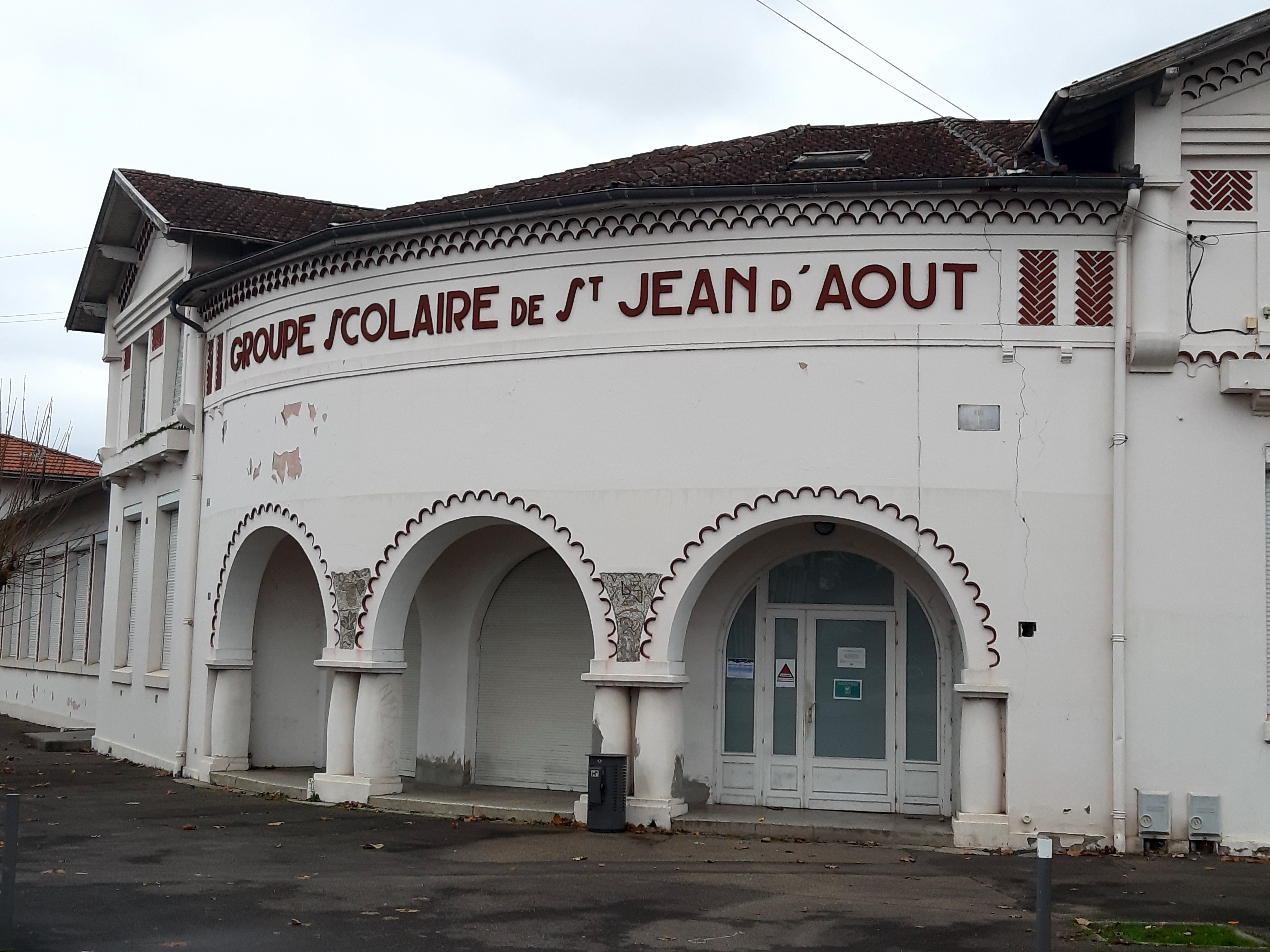
Groupe scolaire de Saint-Jean-d'Août, construit en 1936 au 202 chemin de Thore par la municipalité de Jean Larrieu[n 7]
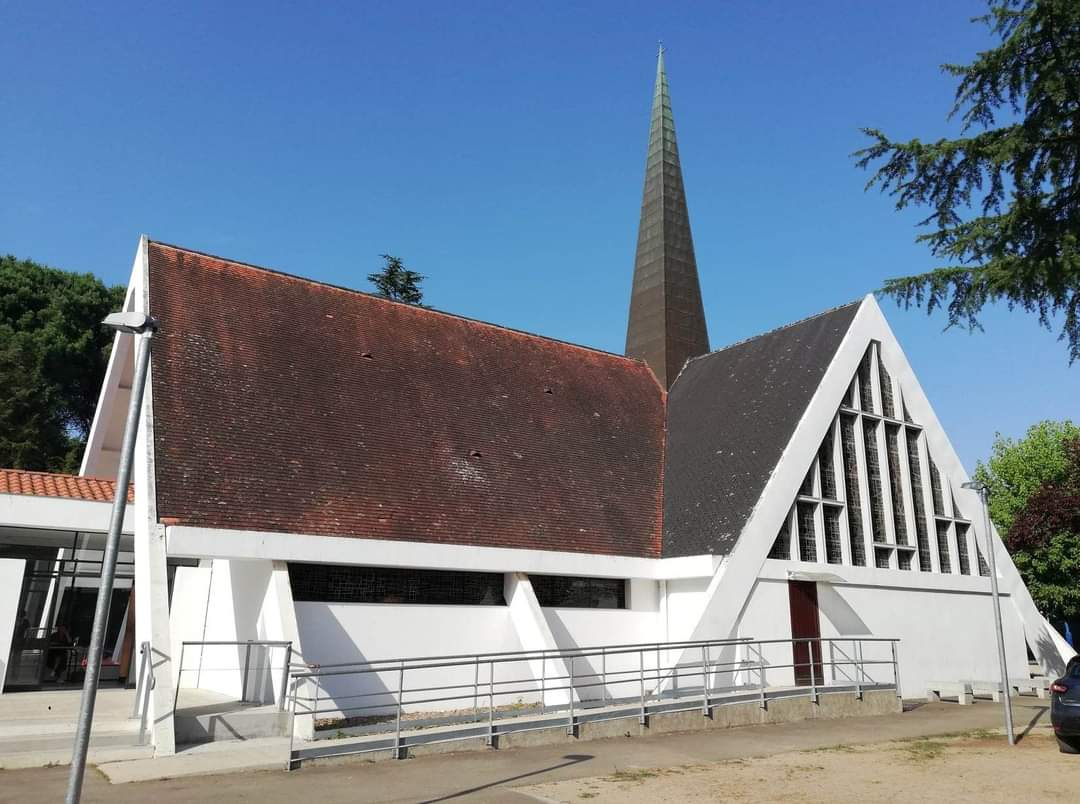
Chapelle du groupe scolaire privé Jean-Cassaigne (ancien petit séminaire)

.

#### XXIesiècle
Entre 2000 et 2019 est aménagée la mosquée Errahma dans le quartier du Peyrouat. Le palais de justice de Mont-de-Marsan déménage à Saint-Jean-d'Août en 2021. L'ancien palais de justice, devenu trop vétuste, se situait depuis 1811 à l'angle de la rue Victor Hugo et de la rue de 8 mai 1945.

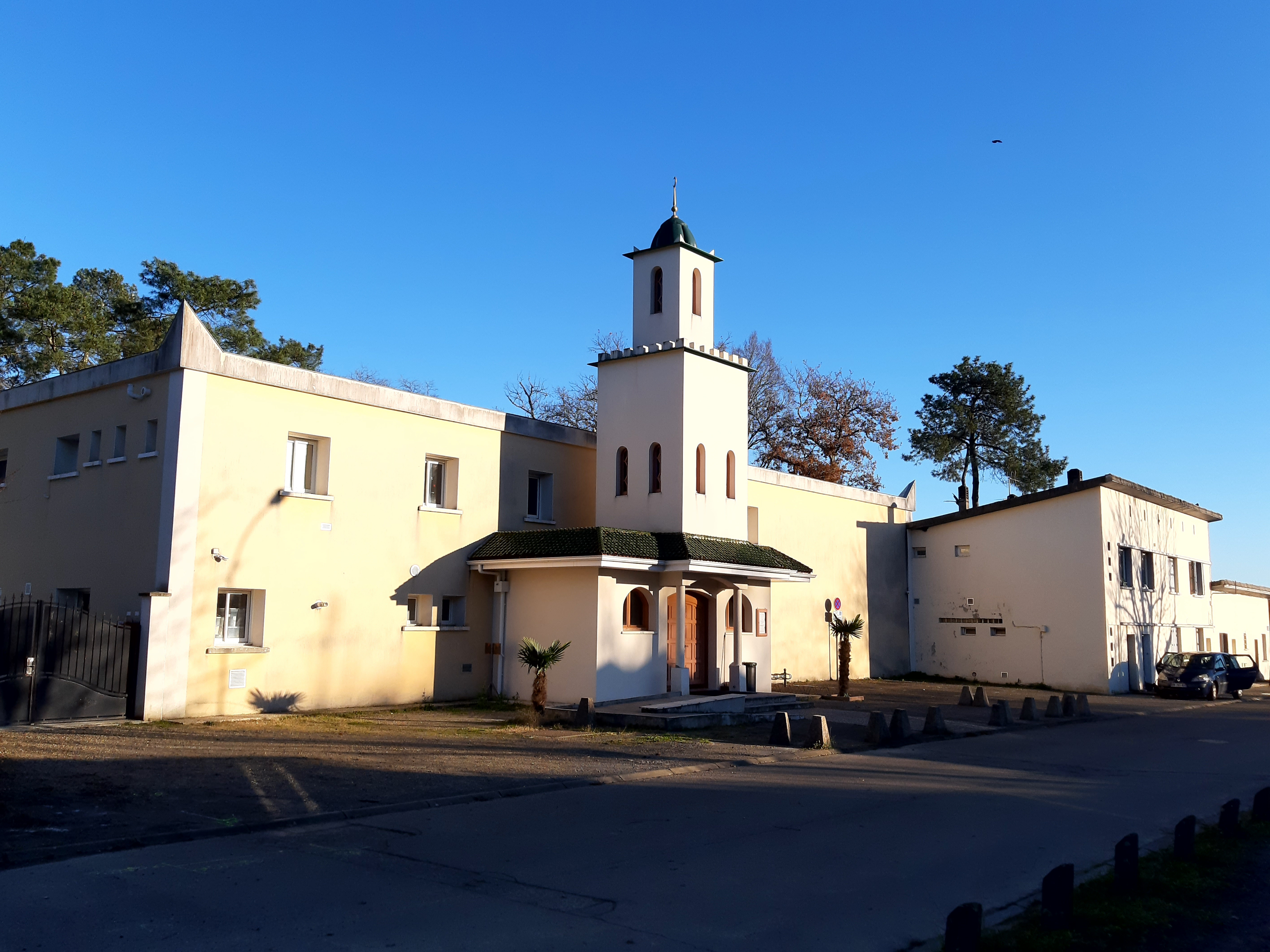
Mosquée Errahma, 262 avenue du Capitaine Michel Lespine
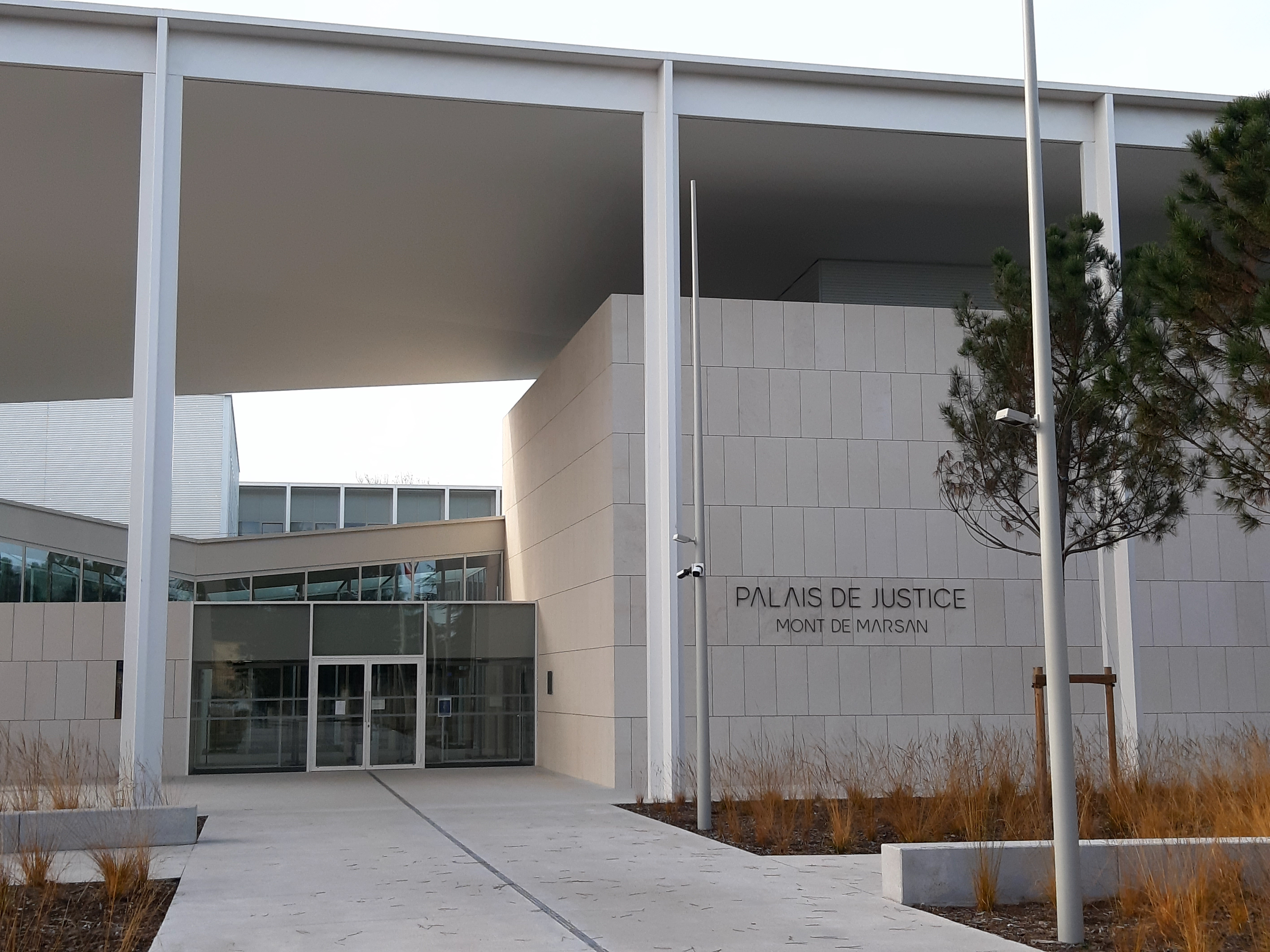
Palais de justice de Mont-de-Marsan, 249 avenue du colonel Kw Rozanoff

## Bâtiments remarquables et lieux de mémoire
- Cimetière du Centre de Mont-de-Marsan, aménagé à partir de 1794 ;
- Rotonde de la Vignotte (1812) ;
- partie ouest de l'hippodrome des Grands Pins, inauguré en 1850 ;
- Église Saint-Jean-d'Août, bâtie en 1866, année du rattachement à Mont-de-Marsan ;
- Villa Mirasol (1912), au 2 boulevard Ferdinand-de-Candau ;
- partie ouest de la Base aérienne 118 (1945) ;
- Mosquée Errahma (2000) ;
- Palais de justice de Mont-de-Marsan (2021)